# Операция Версити
Операция „Версити“ e операция по въздух и земя на съюзниците срещу германския Вермахт в края на Втората световна война. Проведена е на 24 март 1945 г. като част от операция Плъндър. Главната цел на антихитлеристките сили е да превземат мостове около град Везел, като по този начин си осигурят плацдарм за нахлуване в Германия.
Операция Версити е най-голямата операция по въздух и земя в историята. В нея вземат участие 6-а британска въздушнодесантна дивизия и 17-а американска въздушнодесантна дивизия с 540 транспортни самолета, както и 1300 товарни планера. 6-а британска въздушнодесантна дивизия се състои от 5 британски и 1 канадски батальона. Първоначално е планирано включването на 82-ра американска въздушнодесантна дивизия, но ограниченият транспортен капацитет изисква съкръщаване до две дивизии. Общо 4978 британски и 9387 американски войници са извадени от операцията.
При операцията за първи път е използван транспортният самолет Curtiss C-46 „Командо“. Също така за пръв и последен път е включен американският лек въздушнодесантен танк M22 Locust, най-вече от британска страна.
Операция „Версити“ донася успех на съюзниците, въпреки че войските на Вермахта са очаквали атаката и са нанесли на противниците големи загуби. Само британските загуби от първия ден възлизат на 1078 ранени и убити.